# آلبرت سنت-جورجی
آلبرت سِنت-جورجی (مجاری: Szent-Györgyi Albert؛ زادهٔ ۱۶ سپتامبر ۱۸۹۳ – درگذشتهٔ ۲۲ اکتبر ۱۹۸۶) کاراندام‌شناس اهل مجارستان و برندهٔ جایزه نوبل فیزیولوژی یا پزشکی ۱۹۳۷ است. اعتبار او به دلیل کشف ویتامین ث و اجزا و واکنش‌های چرخهٔ اسید سیتریک است. همچنین او در گروه مقاومت مجارستان در دورهٔ جنگ جهانی دوم نیز فعال بود. وی پس از جنگ به جرگهٔ سیاست‌مداران مجارستان پیوست.

## زندگی
سِنت-جورجی در بوداپست به دنیا آمد. پدرش میکلوش سِنت-جورجی یک زمین‌دار اهل ماروش‌واشارهِی (رومانی امروز) و کالوینیست بود. دنبالهٔ دودمان او تا ۱۶۰۸ به شاموئل، پیشگوی کالوینیسم بازمی‌گردد. مادر وی، یوزفینا کاتولیک رومی بود. دایی و پدربزرگش هر دو از استادان کالبدشناسی در دانشگاه اوتووش لوراند بودند و به این ترتیب سه نسل از خاندان آنان از دانشمندان بودند.

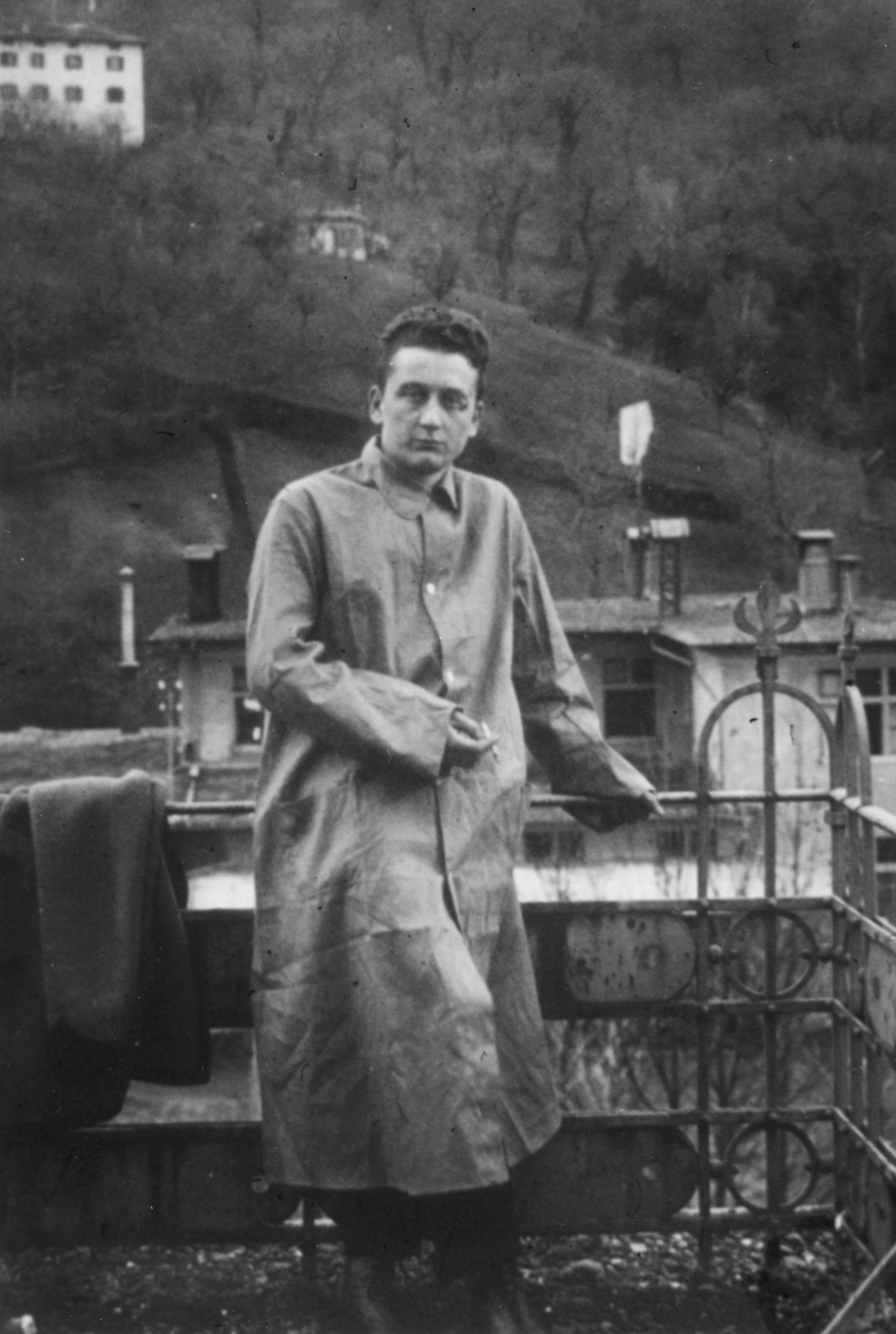
۱۹۱۷

موسیقی در خانوادهٔ مادری او بسیار مهم بود به گونه‌ای که مادر آلبرت دوستدار موسیقی بود و همواره تلاش می‌کرد تا بتواند خوانندهٔ اپرا شود. او پیش گوستاو مالر آزمون نیز داد اما یک رهبر ارکستر در اپرای بوداپست به او توصیه کرد که به‌جای خواننده شدن ازدواج کند چون صدای او برای خوانندگی کافی نیست. خود آلبرت به خوبی پیانو می‌زد و برادرش پال نیز نوازندهٔ کارآزمودهٔ ویولن بود، او بعدها به یک موسیقی‌دان حرفه‌ای تبدیل شد.
آلبرت تحصیلاتش را در ۱۹۱۱ در دانشگاه سملویس شروع کرد ولی خیلی زود از کلاس‌های درس خسته شد و تصمیم گرفت مطالعاتش را در آزمایشگاه کالبدشناسی دایی خود ادامه دهد. در سال ۱۹۱۴ او را به عنوان پزشک ارتش در جنگ جهانی اول به جنگ فرستادند و مطالعاتش متوقف شد. در ۱۹۱۶، بیزار از جنگ، تیری به دست خود شلیک کرد و وانمود کرد که در جنگ از سوی دشمن تیر خورده‌است؛ در نتیجه به دلیل پزشکی او را به خانه فرستادند. پس از آن توانست دوران آموزشی خود را تمام کند و موفق به دریافت دکترای پزشکی در سال ۱۹۱۷ شود. او در همان سال با کورنلیا دمنی، دختر سرپرست ادارهٔ پست مجارستان ازدواج کرد. پس از آن همسرش او را در جایگاه بعدی اش در بیمارستان ارتش در شمال ایتالیا نیز همراهی کرد.
پس از جنگ، سِنت-جورجی شروع به کارهای تحقیقاتی در پوژونی (اسلواکی امروز) کرد. او در طول چند سال، چندین بار دانشگاه عوض کرد تا اینکه در نهایت در دانشگاه خرونینگن ماندگار شد و بر روی شیمی در زمینهٔ تنفس سلولی تمرکز کرد. مطالعات او در این زمینه باعث شد تا بتواند به عنوان نماینده از سوی بنیاد راکفلر در دانشگاه کمبریج انتخاب شود. او مدرک دکتری خود با عنوان «اسید هگزورونیک» از بافت غدهٔ آدرنال را در سال ۱۹۲۷ از دانشگاه کمبریج دریافت کرد.
او در ۱۹۳۰ پذیرفت که در دانشگاه سِگِد مشغول به کار شود. در این دانشگاه وی و همکارش جوزف اسویربلی دریافتند که اسید هگزورونیک در حقیقت همان ویتامین ث است (ایزومر پادهَمسان L اسید اسکوربیک).